# Liste des édifices religieux de Castres
Cet article recense de manière exhaustive et dans l'ordre alphabétique, les différents édifices religieux présents sur le territoire de la commune de Castres.
| Nom                                        | Culte                       | Protection            | Localisation                | Notes | Image |
| ------------------------------------------ | --------------------------- | --------------------- | --------------------------- | --- | ----- |
| Cathédrale Saint-Benoît                    | Catholicisme                | Classé MH (1953)      | 43° 36′ 15″ N, 2° 14′ 30″ E | La cathédrale Saint-Benoît est bâtie au XIe siècle sur l'emplacement d'une abbatiale bénédictine du IXe, dont il ne reste que le clocher (séparé de la cathédrale par une rue, rallié au palais de l'évêché). L'église est élevée au rang de cathédrale en 1317, puis redevient simple église paroissiale en 1801, à la suite de la révocation du diocèse de Castres. |       |
| Couvent des Jacobins                       | Catholicisme                |                       | 43° 36′ 18″ N, 2° 14′ 31″ E | Le couvent des Jacobins ou des Dominicains est fondée vers 1260, à côté de la basilique Saint-Vincent. Il est aujourd'hui |       |
| Couvent du Saint-Sacrement                 | Catholicisme                |                       | 43° 36′ 13″ N, 2° 14′ 15″ E | La Congrégation des Sœurs du Saint-Sacrement apparaît à Castres en 1889, et fait bâtir le couvent un an plus tard. |       |
| Basilique Saint-Vincent                    | Catholicisme                |                       | 43° 36′ 18″ N, 2° 14′ 31″ E | Bâtie en 884, elle est définitivement détruite en 1830, après avoir été rebâtie maintes fois. Elle conservait en son sein les précieuses reliques de Vincent de Saragosse |       |
| Église adventiste du 7ème jour de Castres  | Protestantisme              |                       | 43° 36′ 06″ N, 2° 15′ 14″ E | Il n'existe pas d'informations historiques sur cette église rattachée au culte adventiste. |       |
| Église évangélique missionnaire de Castres | Protestantisme              |                       | 43° 35′ 51″ N, 2° 14′ 12″ E | Il n'existe pas d'informations historiques sur cette église rattachée au culte évangélique. |       |
| Église de Lameilhé                         | Catholicisme Protestantisme |                       | 43° 35′ 30″ N, 2° 15′ 05″ E | L'église de Lameilhé est un centre œcuménique construit à partir de 1968, et réunissant deux religions chrétiennes. |       |
| Église Notre-Dame de Campans               | Catholicisme                |                       | 43° 39′ 03″ N, 2° 11′ 48″ E | L’église, dédiée à Notre-Dame, mentionnée à partir du XIIIe siècle, est entièrement reconstruite au XIXe siècle. |       |
| Église Notre-Dame-d'Espérance              | Catholicisme                |                       | 43° 36′ 09″ N, 2° 15′ 31″ E | L'église Notre-Dame-d'Espérance est un grand édifice très austère, construit à partir de 1960 afin de pallier le manque de place dans l'église Saint-Jacques-de-Villegoudou. |       |
| Église Notre-Dame de la Platé              | Catholicisme                | Classé MH (1987)      | 43° 36′ 17″ N, 2° 14′ 21″ E | L'église de la Platé est citée dès le XIe siècle mais elle est remplacée en 1607 après les guerres de Religion car détruite par les soldats huguenots. Elle possède un beau carillon de 1847, restauré en 1976, présentant un fonctionnement manuel. |       |
| Église Saint-Antoine de la Verdarié        | Catholicisme                |                       | 43° 38′ 07″ N, 2° 13′ 43″ E | Il n'existe pas d'informations historiques sur cet édifice, qui est rattaché à la paroisse Saint-Jean-Saint-Louis. En 2006, le bâtiment a été fermé au public à cause de différentes fissures dans la maçonnerie. |       |
| Église Saint-Étienne de la Bernadié        | Catholicisme                |                       | 43° 38′ 05″ N, 2° 16′ 25″ E | L'église Saint-Étienne de la Bernadié ne présente pas d'informations historiques. C'est un petit bâtiment semblable à une chapelle qui dessert le hameau de la Bernadié. |       |
| Église Saint-Hippolyte de Lagriffoul       | Catholicisme                |                       | 43° 35′ 48″ N, 2° 17′ 14″ E | |       |
| Église Saint-Jacques de Villegoudou        | Catholicisme                | Inscrit MH (1955)     | 43° 36′ 21″ N, 2° 14′ 39″ E | L'église Saint-Jacques de Villegoudou est construite à la fin du XIVe siècle, sur l'emplacement d'un hôpital pour l'accueil des pèlerins sur le chemin de Saint-Jacques. Elle est détruite deux fois en 1567 et 1574, puis reconstruite en 1603. |       |
| Église Saint-Jean et Saint-Louis           | Catholicisme                |                       | 43° 36′ 33″ N, 2° 14′ 14″ E | L'église Saint-Jean-Saint-Louis est élevée dans la seconde moitié du XIXe siècle, afin de pallier le manque de place dans les églises paroissiales de la ville. |       |
| Église Saint-Joseph de Laden               | Catholicisme                | Patrimoine XXe siècle | 43° 35′ 36″ N, 2° 13′ 53″ E | L'église Saint-Joseph de Laden est un grand bâtiment de style moderne, construit en 1968. |       |
| Église Saint-Laurent d'Hauterive           | Catholicisme                |                       | 43° 33′ 40″ N, 2° 15′ 33″ E | L'église Saint-Laurent d'Hauterive ne présente pas d'informations historiques. Néanmoins, c'est un bel édifice qui dessert le hameau d'Hauterive, et se trouve face au château. |       |
| Église Saint-Laurent de Lambert            | Catholicisme                |                       | 43° 36′ 51″ N, 2° 16′ 16″ E | Il n'existe pas d'informations historiques sur cette église. |       |
| Église Saint-Martial de Camarens           | Catholicisme                |                       | 43° 37′ 51″ N, 2° 12′ 24″ E | Église paroissiale desservant le hameau de Saint-Martial, l'église Saint-Martial de Camarens est citée depuis le début du XVIIe siècle. Pas d'autres informations historiques. |       |
| Église Saint-Martin de Tournemire          | Catholicisme                |                       | 43° 37′ 23″ N, 2° 17′ 02″ E | L'église Saint-Étienne de la Bernadié ne présente pas d'informations historiques. |       |
| Église Saint-Pierre d'Avits                | Catholicisme                |                       | 43° 37′ 21″ N, 2° 10′ 34″ E | L'église Saint-Pierre est un petit édifice isolé du XVe siècle, à clocher octogonal. |       |
| Église Saint-Salvy de Puech Auriol         | Catholicisme                |                       | 43° 39′ 22″ N, 2° 14′ 02″ E | Aussi connue sous le nom d'église Saint-Salvy de Campaliergues, la paroisse de Saint-Salvy existe depuis le Moyen Âge, même s'il n'existe pas d'informations historiques sur l'édifice en lui-même. |       |
| Église Sainte-Thérèse de Bisséous          | Catholicisme                |                       | 43° 36′ 37″ N, 2° 15′ 21″ E | Il n'existe pas d'informations historiques sur cette église. |       |
| Grand temple protestant de Castres         | Protestantisme              |                       | 43° 36′ 25″ N, 2° 14′ 30″ E | Le Grand temple est établi en 1791 dans l'ancien couvent des Capucins de Castres, bâti quant-à-lui en 1630 sur demande de Louis XIII. |       |
| Mosquée Bilal                              | Islam                       |                       | 43° 35′ 46″ N, 2° 14′ 20″ E | La mosquée Bilal a été installée en 1986 dans un ancien hangar. Avant cela, une salle était mise à disposition des pratiquants musulmans par le curé catholique d'une église voisine. En 2009, la façade de la mosquée est vandalisée par des néo-nazis. |       |
| Synagogue de Castres                       | Judaïsme                    |                       | 43° 36′ 18″ N, 2° 14′ 25″ E | Aucune information historique n'est disponible sur la synagogue de Castres. |       |